# Of Darkness…
Of Darkness… — дебютный альбом шведской метал-группы Therion, был выпущен в феврале 1991 года.
Диск содержит исключительно песни, записанные группой в 80-е годы, и по словам самой группы «должен закончить первую эру» жизни группы.
Альбом сильно по звучанию отличается от более поздних, так как Therion изначально играли в жанре дэт-метал, и лишь позднее — дум и симфоник-метал.
Of Darkness… был переиздан 27 ноября 2000 года лейблом Nuclear Blast, и к нему было добавлено несколько бонусных композиций.

## Список композиций
Слова и музыка всех песен — Кристофер Йонсон.
| №                   | Название               | Длительность |
| ------------------- | ---------------------- | ------------ |
| 1.                  | «The Return»           | 5:15         |
| 2.                  | «Asphyxiate with Fear» | 4:00         |
| 3.                  | «Morbid Reality»       | 6:05         |
| 4.                  | «Megalomania»          | 4:10         |
| 5.                  | «A Suburb to Hell»     | 4:47         |
| 6.                  | «Genocidal Raids»      | 5:15         |
| 7.                  | «Time Shall Tell»      | 5:07         |
| 8.                  | «Dark Eternity»        | 4:45         |
| Общая длительность: | Общая длительность:    | 39:25        |

| №  | Название                               | Длительность |
| -- | -------------------------------------- | ------------ |
| 1. | «A Suburb to Hell» (Demo Version)      | 5:19         |
| 2. | «Asphyxiate with Fear» (Demo Version)  | 4:41         |
| 3. | «Time Shall Tell» (Unreleased Version) | 4:06         |
| 4. | «Dark Eternity» (Unreleased Version)   | 4:19         |

## Участники записи
- Кристофер Йонсон — вокал, гитара
- Питер Хансон — гитара
- Оскар Форсс[англ.] — барабаны
- Эрик Густафссон — бас-гитара
- Томас Скогсберг — инженер, продюсер
- Гэри Куерс — оформление обложки